# Баутерсем
Баутерсем (на нидерландски: Boutersem) е селище в Централна Белгия, окръг Льовен на провинция Фламандски Брабант. Намира се на 10 km източно от град Льовен. Населението му е около 7530 души (2006).